# جائزة ألمانيا الكبرى 1992
جائزة ألمانيا الكبرى 1992 هو سباق فورمولا 1 أقيم بتاريخ 26 يوليو 1992 في حلبة هوكنهايم، بادن-فورتمبيرغ، ألمانيا. كان العاشر من أصل 16 في بطولة العالم لسباقات الفورمولا واحد موسم 1992. حلّ البريطاني نايجل مانسيل أولا بينما جاء البرازيلي آيرتون سينا في المركز الثاني وحصل على المركز الثالث الألماني مايكل شوماخر.